# Desertoplusia paupera
Desertoplusia paupera là một loài bướm đêm trong họ Noctuidae.